# Campeonato Nacional da 1ª Divisão de Andebol 1970–71
O Campeonato Português de Andebol Masculino (Seniores) de 1970/71 foi a 19ª edicão, competição organizada pela Federação de Andebol de Portugal. O campeonato nacional nesta temporada apresentou a novidade de estar dividido em duas fases, o que aconteceu apenas esta época com vista a apurar as doze equipas para a primeira divisão nacional a partir da época seguinte. O Sporting CP conquistou o seu 8º Título. (3º consecutivo - Tricampeão).

## Classificação Fase Final
| Pos | Equipa             | J | V | E | D | GM  | GS  | Diff | Pts |
| --- | ------------------ | - | - | - | - | --- | --- | ---- | --- |
| 1   | Sporting CP        | 6 | 5 | 0 | 1 | 114 | 84  | +30  | 16  |
| 2   | FC Porto           | 6 | 5 | 0 | 1 | 106 | 93  | +13  | 16  |
| 3   | Belenenses         | 6 | 2 | 0 | 4 | 107 | 102 | +5   | 10  |
| 4   | Vitória de Setúbal | 6 | 0 | 0 | 6 | 86  | 134 | -48  | 6   |

19/06/1971 Finalíssima Sporting CP-FC Porto, 16-9 em Viseu